# Фріц Діц
Фріц Діц (нім. Fritz Diez; 27 лютого 1901, Майнінген, Німеччина — 19 жовтня 1979, Веймар, Німеччина) — німецький (НДР) актор студії ДЕФА. Радянським глядачам був широко відомий як виконавець ролі Адольфа Гітлера.

## Біографія

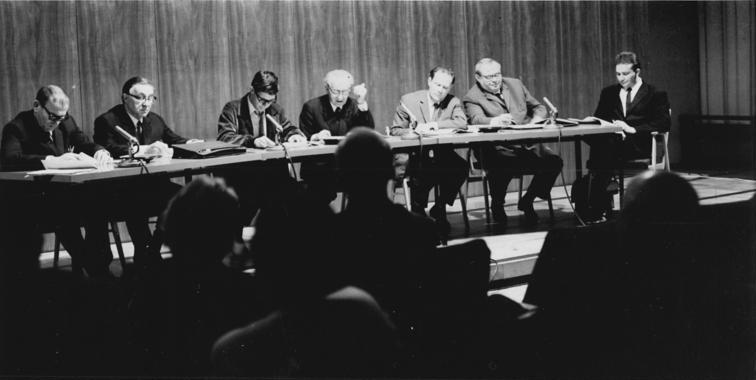
Фріц Діц (другий зліва) в 1966 р.

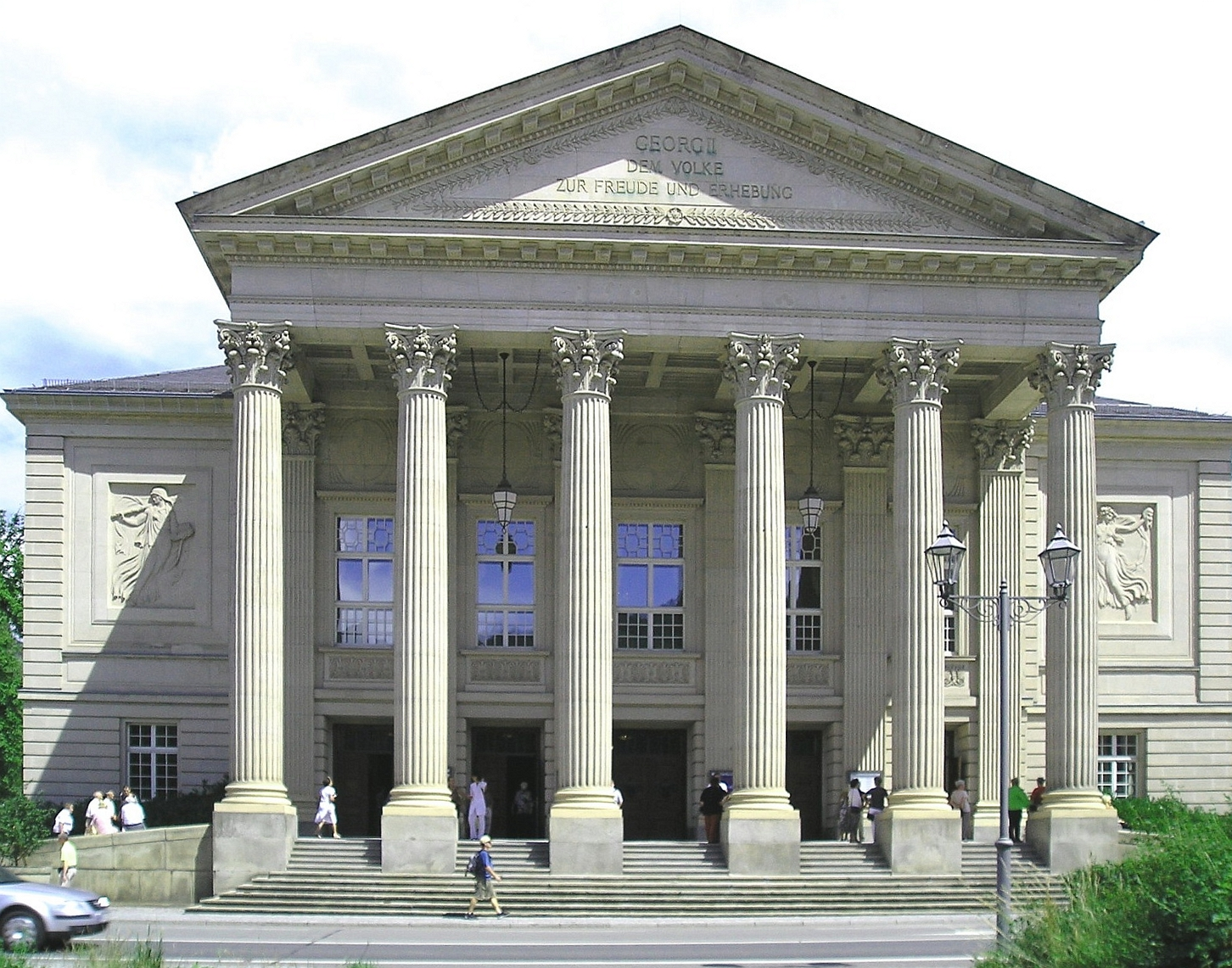
Театр міста Майнінген.

У 1967 році зіграв Гітлера відразу у двох картинах, у тому числі в «Замерзлих блискавках», що вийшли в радянський прокат.
Саме Діцу було запропоновано зіграти роль Гітлера вже у великому кінопроєкті, розтягнутому на п'ять фільмів, — у радянській кіноепопеї «Визволення». Діц відповів відмовою в зв'язку з тим, що йому здавалося, що він стане заручником однієї ролі. Тим більше такої, як Адольф Гітлер.
Будучи переконаним антинацистом і емігрувавши в 1930-ті роки з Німеччини, Діц зрештою осів у Швейцарії. Жив безбідно, але після війни вирішив повернутися у свій рідний Майнінген, що в Тюрингії (тодішня НДР). Діц був головою парторганізації СЄПН акторів НДР. Роль Гітлера, яку він виконував також і в своєму театрі, йому набридла. Не без особистого втручання Еріха Хонеккера, з великими труднощами вдалося вмовити актора.
Надалі актор продовжив свою гітлеріану і в телесеріалі Тетяни Ліознової «Сімнадцять миттєвостей весни», а також у «Солдатах свободи». Юрій Озеров планував його участь і в запланованій ним «Битві за Москву». Смерть Фріца Діца в 1979 році зірвала ці плани. В результаті в «Битві за Москву» роль Гітлера зіграв інший німецький актор — Ахім Петрі.

## Фільмографія
- 1954—1955 — «Ернст Тельман — син свого класу» — Адольф Гітлер
- 1967 — «Замерзлі блискавки» (НДР) — Гітлер
- 1967 — «Я, справедливість» (Já, spravedlnost) (ЧССР) — Гітлер
- 1970 — «Челюскін» (Tscheljuskin) (НДР) — Куйбишев
- 1969—1972 — «Визволення» — Гітлер
- 1972 — «Ура, у нас канікули» — дід Юти
- 1973 — «Сімнадцять миттєвостей весни» — Гітлер
- 1976 — «Вибір мети» — Отто Ган /Адольф Гітлер
- 1977 — «Солдати свободи» — Гітлер